# ブライアン・マクブライド
ブライアン・ロバート・マクブライド（Brian Robert McBride、1972年6月19日 - ）は、アメリカ合衆国・イリノイ州アーリントンハイツ出身の元サッカー選手、元アメリカ代表。
現役時代のポジションはセンターフォワードであり、空中戦に強い典型的なターゲットマンとして知られていた。

## 概要
キャリアの多くをヨーロッパ、特にイングランド1部のフラムFCで過ごし、在籍中はファンから人気を集めるだけでなく主将も務め、同クラブを退団後にフラム側は敬意を表してクレイヴン・コテージ内のスポーツバーの名前をMcBride'sに変更した。
現役引退後は、次世代の点取り屋の育成を目的としたMcBride's Attacking Soccer Academyを設立してコーチを務めている。
60年代から70年代にかけてアメリカ代表でMFを務めていたパット・マクブライド（en）がおり、同姓のために父親と考えられているが、ブライアンの父親の名前はマット・ジュニア（Matt Jr.）である。

## 経歴

### 高校＆大学
イリノイ州アーリントンハイツに生まれたマクブライドは、バッファローグローヴ高校で学年選抜に選出される程の力を示していた。高校ではフォワードのみならずディフェンダーやゴールキーパーを務めていたにもかかわらず、4年間で80得点、上級生時代には33得点を記録する得点力のある選手として知られており、また、パレード誌によるオールアメリカンにも選出された。下級生時代の1988年には、John Erfort監督の下でイリノイ州選手権優勝に導き。ウィリアムフレームド高校とのプレーオフでは前半に鼻を折る大怪我をしたものの、後半にも出場を果たして決勝得点を挙げた。スティーヴンソン高校との地域決勝戦に進出した上級生時代はゴールキーパーを務め、幾度ものペナルティーキックを防ぎぐと共にカウンター攻撃の起点ともなった。その後、隔年で新しいユニフォームを母校のサッカー部へ寄贈するとの条件でナイキとスポンサー契約を締結している。
1993年に卒業したセントルイス大学では、4年間で89試合40アシストという輝かしい記録を残す。在学中の1992年にはオールアメリカン2軍、1993年にはオールアメリカン1軍に選出されただけにとどまらず、グレートミッドウェスト・カンファレンスの最優秀選手にも3年間連続で選出され、さらにオールカンファレンスの1軍に選出された。その活躍からマクブライドが着用していた背番号20が2002年に永久欠番となっており、2009年にはファンの投票によってHalf-Century Teamに選出された。

### クラブ

#### 初期
ミルウォーキー・ランページ
短期間在籍した下位リーグにあたるユナイテッドステーツインターリージョナル・サッカーリーグ（USISL）のミルウォーキー・ランページでは、トニー・サネー（en）と共にリーグで大暴れし、17試合18得点18アシストと別格だった。このサネーとは後に代表でも同僚となり、2002 FIFAワールドカップのポルトガル戦で右サイドバックを務めるサネーのクロスによって得点を挙げている。
ヴォルフスブルク
1994年には、アメリカを離れてドイツ2部のVfLヴォルフスブルクと契約し、同胞マイク・ラッパー（en）と共にプレーすることになったが、両者共に定位置を確保するのに苦労しており、前半戦の終了時点で出場3試合目のFSVフランクフルト戦、DFBポカールのバイエルン・ミュンヘンII戦の2得点にとどまり、さらに、後半戦では得点を挙げることが出来なかった。なお、ポカールでのチームはボルシア・メンヘングラートバッハとの決勝戦まで進出しているが、自身の出番はなく、タイトル獲得も逃している。

#### コロンバス・クルー
ヴォルフスブルクから放出されて母国へ戻った後、メジャーリーグサッカーのドラフト会議前の1月にドラフト対象選手が一堂に会してリーグ関係者の前でテストを行うMLSコンバインに参加する。コンバインでは突出した能力を披露し、テスト最終日には3得点を挙げるプレーをすると、1996年2月6日にMLS史上初となる就任ドラフトで全体で1番目にコロンバス・クルーから指名されて入団した。コロンバス・クルーでは、2得点を挙げる鮮烈なデビューを飾って以降、シーズン終了までの間に28試合17得点3アシストを記録する等、1年目から中心選手として活躍し、退団するまでの8年間で161試合に出場。クラブ史上最多得点記録となる62得点を挙げ、ロベルト・ヴァジハ（en）に次ぐ45アシストを記録した。また、2005年にはリーグ創設10周年を記念したMLSオールタイム・ベストイレブンに選出されている。
イングランドへのローン
MLSでプレーしながら、期限付き移籍で2度イングランドへ渡ったマクブライドは、まず、2000年8月30日にデヴィッド・モイーズ監督率いるイングランド2部のプレストン・ノースエンドFCと2001年3月までの契約を締結する。先発で初出場を飾った9月16日のストックポート・カウンティFC戦（1-2）では、チーム最多の点取り屋ジョン・マッケン（en）の負傷によって出番を与えられると、相手DFマイク・フリン（en）に阻まれて得点を挙げることは出来ずにチームも敗戦したが、全体的に良いプレーを見せて悪くない評価だった。しかし、次のフットボールリーグカップのコヴェントリー・シティFC戦中に腕を蹴られ、それから1週間後のシェフィールド・ユナイテッド戦でほぼ同じ場所をぶつけると、当初は痣かと思われたが、最終的に手術で除去が必要な血栓となってしまい、医師団の判断によって治癒過程に必要な抗凝固薬の服用が不要になるまでチームから離脱を余儀なくされた。この負傷の影響から10試合の出場と決して多くなく、2001年2月11日のクイーンズ・パーク・レンジャーズFC戦での初得点のみに終わったものの、プレストン側からの評価は高く移籍金184万ドルで完全移行の申し出がなされた。しかし、クルー側はマクブライドの価値は提示額の2倍あるとの理由から拒否して会談は終了した。
コロンバス・クルーに戻った後、血栓の再発に苦戦したこともあり輝きを取り戻せずにいる中、プレストンの滞在から約2年後の2003年1月6日にイングランド1部のエヴァートンFCを率いるかつての恩師モイーズ監督からの要望に応えて3ヶ月の短期期限付き移籍をすると、初出場を飾った1月12日のトッテナム・ホットスパーFC戦で先制点となる初得点を挙げ、続くサンダーランドAFC戦（2-1）では同点弾と決勝点を挙げて勝利に導き、2試合3得点と素晴らしいスタートを切った。最終的に8試合4得点を記録したマクブライドに対してエヴァートン側は期限付き移籍の延長を模索するも、クルー側は完全移籍のみを好み、また、マクブライド自身もMLSカップ2連覇を目標としていたため破談となった。

#### フラム

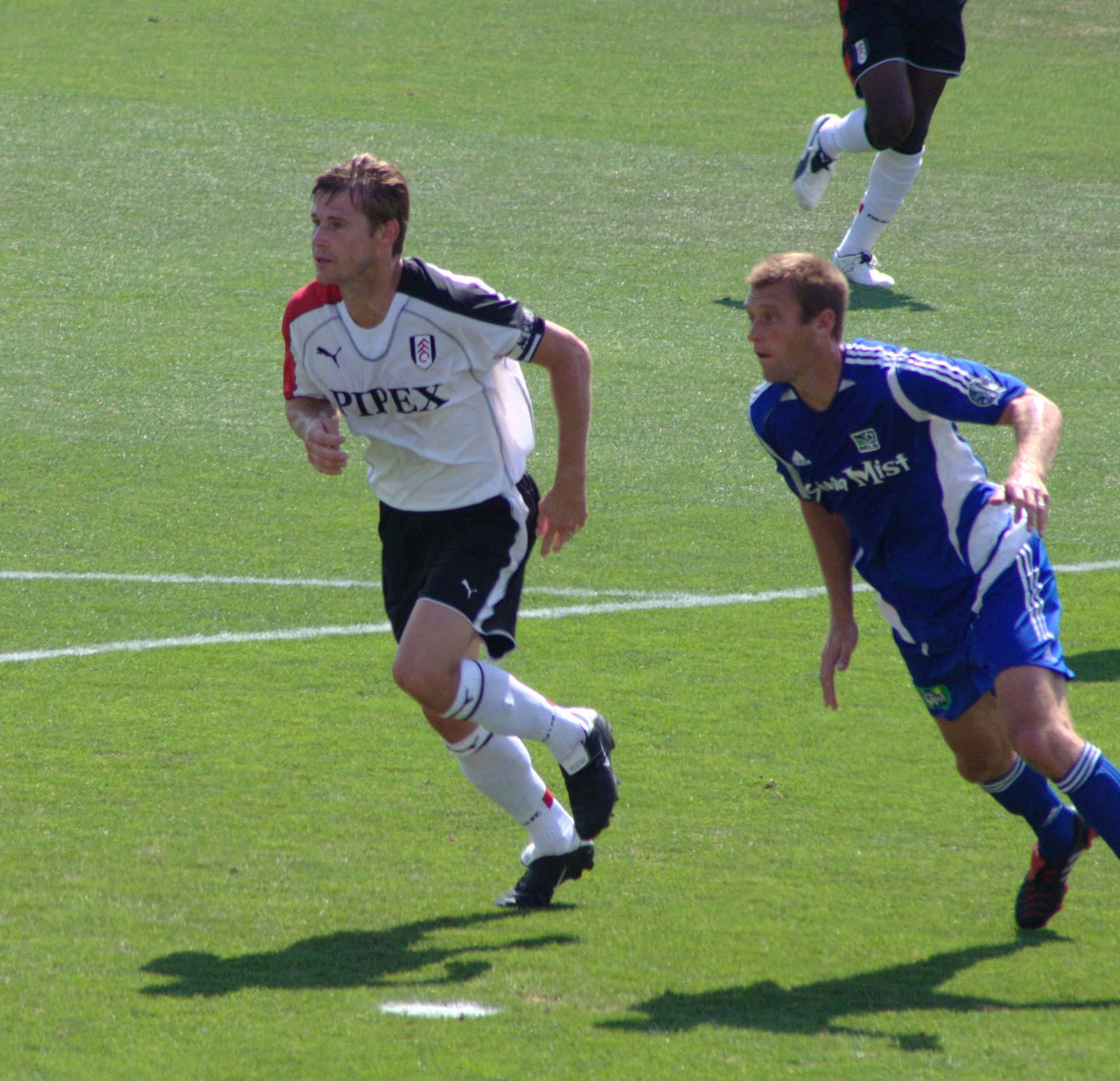
2005年、フラムFCでのマクブライド

2004年1月20日、退団するルイ・サハの代役としてイングランド1部のフラムFCと2年半契約を締結する。移籍金は110万ドルから150万ドルと見られており、また、当初はブラックバーン・ローヴァーズFCへ移籍間近だったものの、契約条項の相違から破談していた。1月31日のトッテナム戦（2-1）でバリー・ヘイルズ（en）に代わって59分から初出場を飾ると、それから9分後にイアン・ピアース（en）のシュートを相手GKで同胞のケーシー・ケラーが弾いたところを押し込んで初得点を挙げて以降、2003-04シーズン後半で18試合5得点とまずまずの結果を残した。2004-05シーズンはリーグ戦31試合6得点（カップ戦6試合3得点）、2005-06シーズンは38試合10得点（カップ戦1試合1得点）を記録したように次の2季は堅調な得点ペースを推移しており、この仕事ぶりは2005-06シーズン終了に伴い期限切れとなる現行の契約を2006年3月10日に1年延長されるといった形で評価され、さらに、2006-07シーズンでの公式戦でチーム最多の12得点を挙げたことが、2007年2月2日に契約を1年延長することへと繋がった。
翌2007-08シーズン開幕前の8月8日にチームの主将に任命されたマクブライドは、チームにとって不可欠な選手としてさらなる飛躍を望まれたが、8月18日のホームでのミドルズブラ戦（1-2）で初得点を挙げた際に膝頭を脱臼したことで前半20分に担架で運ばれて試合を後にし。2008年1月下旬のカーディフ・シティFCとの親善試合までチームと合流出来ずにいた。2月3日のアストン・ヴィラFC戦で後半から待望の復帰を果たし、3月16日のエヴァートン戦（1-0）で復帰後初得点にして決勝点を挙げ、降格の危機にあるチームに貴重な勝ち点3をもたらした。
2008年5月28日、アメリカへ帰国してMLSでプレーするためにフラムを退団することを発表。同クラブでは4年半で公式戦154試合41得点を記録した。

#### 晩年
シカゴ・ファイアー

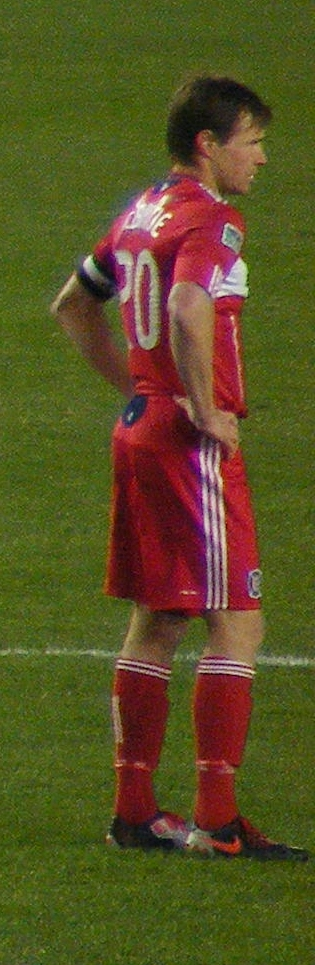
2010年、シカゴ・ファイアーでのマクブライド

フラムでの契約満了に伴い、自身のキャリアをMLSで終了するためにアメリカへ帰国を決意し、自身の故郷を拠点とするシカゴ・ファイアーへの入団を切望したこともあり、同クラブ円滑に入団すると思われていたが、トロントFCがドラフト会議での配分権を所有していたことで最初に契約できる機会を持っていた。交渉は難航を極めていたが、最終的に7月30日にシカゴ側がチャド・バレット（en）と2009年度のMLSスーパードラフトの1巡目での指名権との引き換えで決着が着く。8月16日のDCユナイテッド戦（0-1）で後半から初出場を飾ったマクブライドは、北京オリンピックに参加していたことでチームへの合流が遅れる状況だった割には少ない時間の中で良いプレーを見せたものの、得点を挙げることが出来ず、チームの7試合連続無失点記録を途絶えさせてしまった。しかし、それからすぐさまに適応を見せて8月31日のヒューストン・ダイナモ戦（1-2）で初得点を挙げ、最終的にレギュラーシーズン11試合5得点2アシストでチームに好影響をもたらしMLSカップ・プレーオフ進出に貢献。古巣コロンバス・クルーとのカンファレンス・ファイナルで頭で先制点を挙げたが、チームは最終的に1-2で敗退して決勝進出とはならなかった。
2009年シーズンは、スーパーリーガでの3試合2得点を含めて9得点を記録する。2010年シーズンもチームの主力として活躍する中、2010年9月3日に同シーズンを以って現役引退することを発表し、シカゴ・ファイアーのホームトヨタパークでの最後の試合では後半途中に1万9000人もの観客からスタンディングオベーションを受けてベンチに下がった。同試合で無得点に終わったものの、現役最後の試合となった10月24日のチーヴァスUSA戦（4-1）では、フレドリック・ユングベリのパスからMLSでの80得点目を記録した。
ウェンブリー
9部にあたるノン・リーグのウェンブリーFC（en）でテクニカル・アドバイザーを務めるテリー・ヴェナブルズのFAカップ出場を目指すとの意気込みに呼応して、レイ・パーラー、グレアム・ル・ソー、マーティン・キーオン、クラウディオ・カニーヒアといった元選手達と共に一時現役復帰を果たす。また、GKコーチにはデビッド・シーマンが就任した。後にウーゴ・エヒオグも参加するも、8月30日のアクスブリッジFCとの予選1回戦で0-5と大敗し、大会を後にした。

### 代表
1993年3月25日のホンジュラス戦でアメリカ代表初出場、1996年11月3日のグアテマラ戦で初得点を記録し、代表引退するまで95試合30得点を記録した。FIFAワールドカップには1998 FIFAワールドカップ、2002 FIFAワールドカップ、2006 FIFAワールドカップの3大会に出場しており、1998年度と2002年度と得点を挙げたことでワールドカップの2大会で得点した最初のアメリカ人選手となっている。また、ワールドカップでの得点数は、バート・パテナウデとドノバンに次ぐ3番目である。
2006年5月2日にワールドカップの一員に選出されて自身3連続目となる出場を果たしたが、グループリーグのイタリア戦で相手のダニエレ・デ・ロッシから顔に肘打ちをされたことで血まみれとなって3針を必要とした。なお、デ・ロッシにはFIFAから4試合の出場停止（当初は5試合であり、デ・ロッシの謝罪で減刑）と罰金1万スイス・フランが科された。同大会終了後の7月26日に代表引退を表明した。
2008年7月18日に3枠あるオーバーエイジの1人として北京オリンピックの一員に選出され、主将を務めた。

## 代表歴

### 出場大会
- アメリカ代表
  - 1998 FIFAワールドカップ
  - 2002 FIFAワールドカップ
  - 2006 FIFAワールドカップ

### 試合数
- 国際Aマッチ 95試合 30得点（1993年-2006年）[57]

| アメリカ代表 | 国際Aマッチ | 国際Aマッチ |
| 年           | 出場        | 得点        |
| ------------ | ----------- | ----------- |
| 1993         | 1           | 0           |
| 1994         | 0           | 0           |
| 1995         | 0           | 0           |
| 1996         | 7           | 2           |
| 1997         | 7           | 2           |
| 1998         | 9           | 2           |
| 1999         | 11          | 3           |
| 2000         | 10          | 4           |
| 2001         | 5           | 1           |
| 2002         | 15          | 6           |
| 2003         | 7           | 3           |
| 2004         | 11          | 3           |
| 2005         | 7           | 3           |
| 2006         | 5           | 1           |
| 通算         | 95          | 30          |

## タイトル
代表
- CONCACAFゴールドカップ : 2002

クラブ
コロンバス・クルー
- USオープンカップ : 2002

個人
- MLS年間最優秀得点賞（英語版） : 1998
- CONCACAFゴールドカップ最優秀選手 : 2002[58]
- CONCACAFゴールドカップベストイレブン : 2002
- CONCACAFゴールドカップ得点王 : 2002[58]
- MLSフェアプレー賞（英語版） : 2003
- MLSオールタイム・ベストイレブン（英語版） : 2005
- アメリカサッカー殿堂（英語版） : 2014[59]